# × Orchidactylorhiza
× Orchidactylorhiza – hybrydowy rodzaj roślin z rodziny storczykowatych (Orchidaceae). Obejmuje 5 gatunków wystęujących w Europie w takich krajach jak: Niemcy, Francja, Szwajcaria, Hiszpania. Formuła hybrydowa to Dactylorhiza × Orchis.

## Systematyka
Rodzaj sklasyfikowany do podplemienia Orchidinae w plemieniu Orchideae, podrodzina storczykowe (Orchidoideae), rodzina storczykowate (Orchidaceae), rząd szparagowce (Asparagales) w obrębie roślin jednoliściennych.
Wykaz gatunków
- × Orchidactylorhiza atacina (P.Delforge) P.Delforge
- × Orchidactylorhiza farquetii (G.Keller) J.M.H.Shaw
- × Orchidactylorhiza guestphalica (K.Richt.) J.M.H.Shaw
- × Orchidactylorhiza helvetica (Cif. & Giacom. ex Garay & H.R.Sweet) J.M.H.Shaw
- × Orchidactylorhiza jeanpertii (E.G.Camus & Luizet) J.M.H.Shaw